# Нижняя Тура
Нижняя Тура (на руски: Нижняя Тура) е град в Свердловска област, Русия. Населението на града към 1 януари 2018 година е 19 883 души.

## История
Селището е основано през 1754 година, през 1949 година получава статут на град.